# Pellaea falcata
Pellaea falcata är en kantbräkenväxtart som först beskrevs av Robert Brown, och fick sitt nu gällande namn av Fée. Pellaea falcata ingår i släktet Pellaea och familjen Pteridaceae. Inga underarter finns listade.

## Bildgalleri

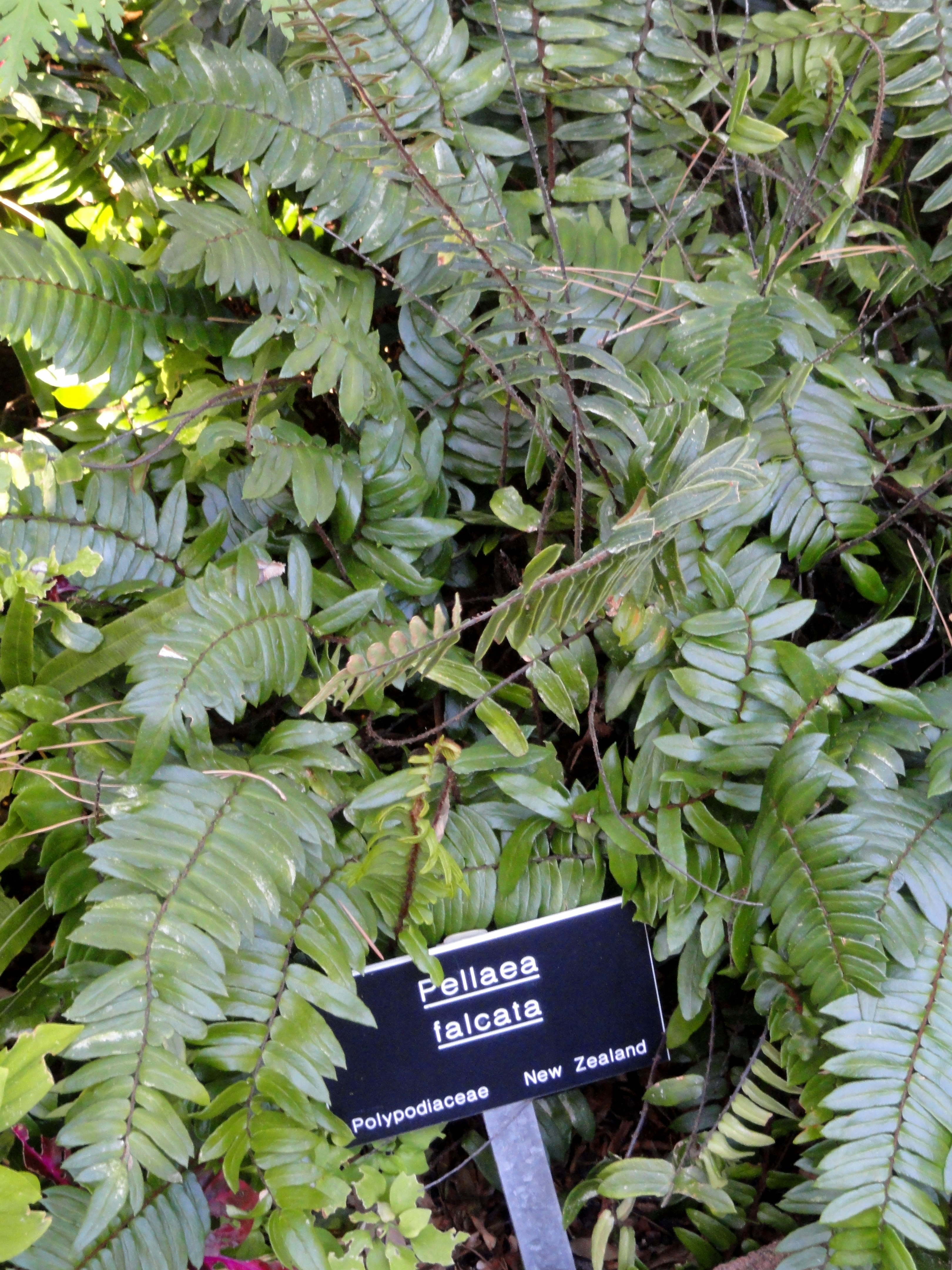
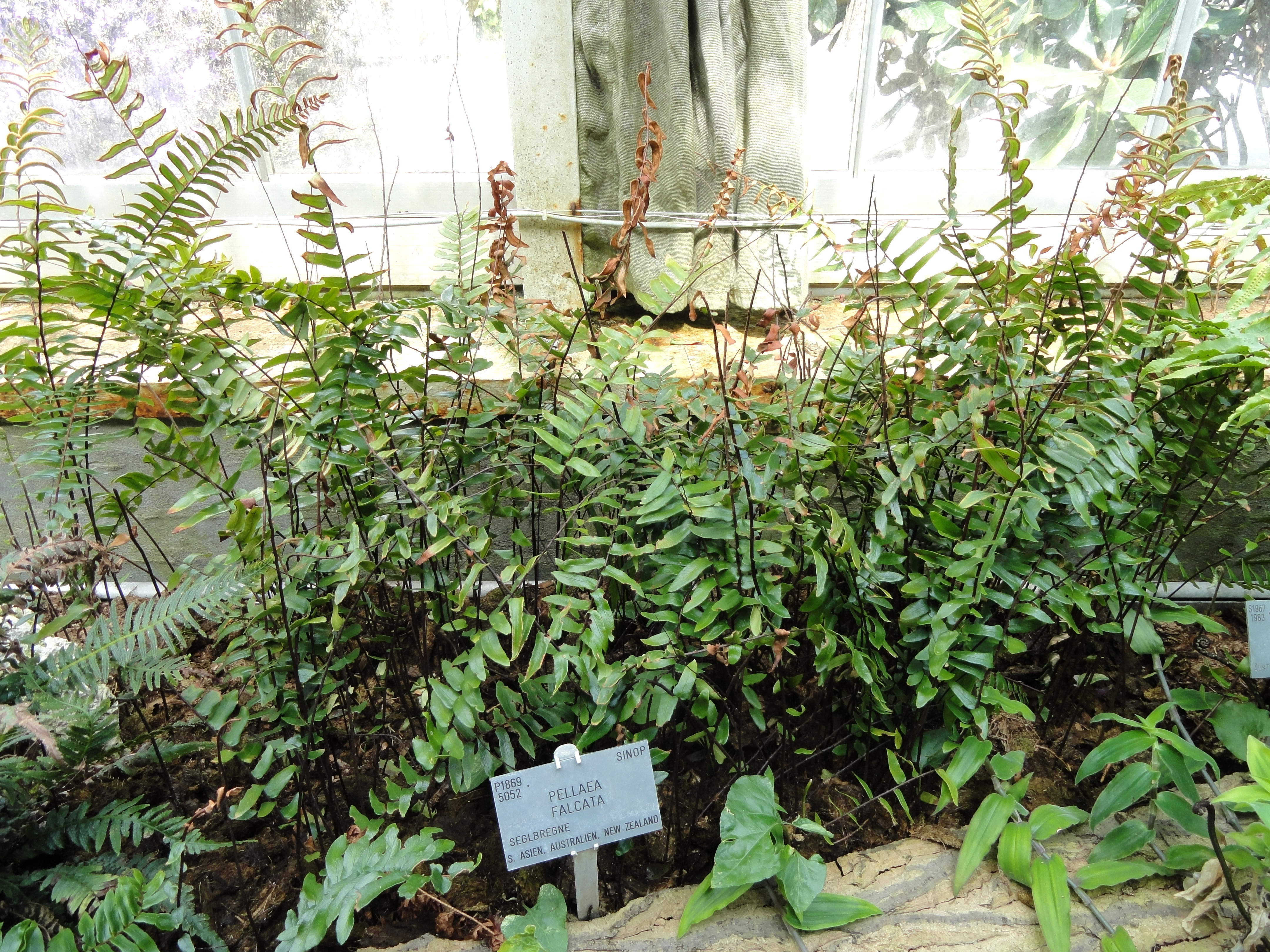
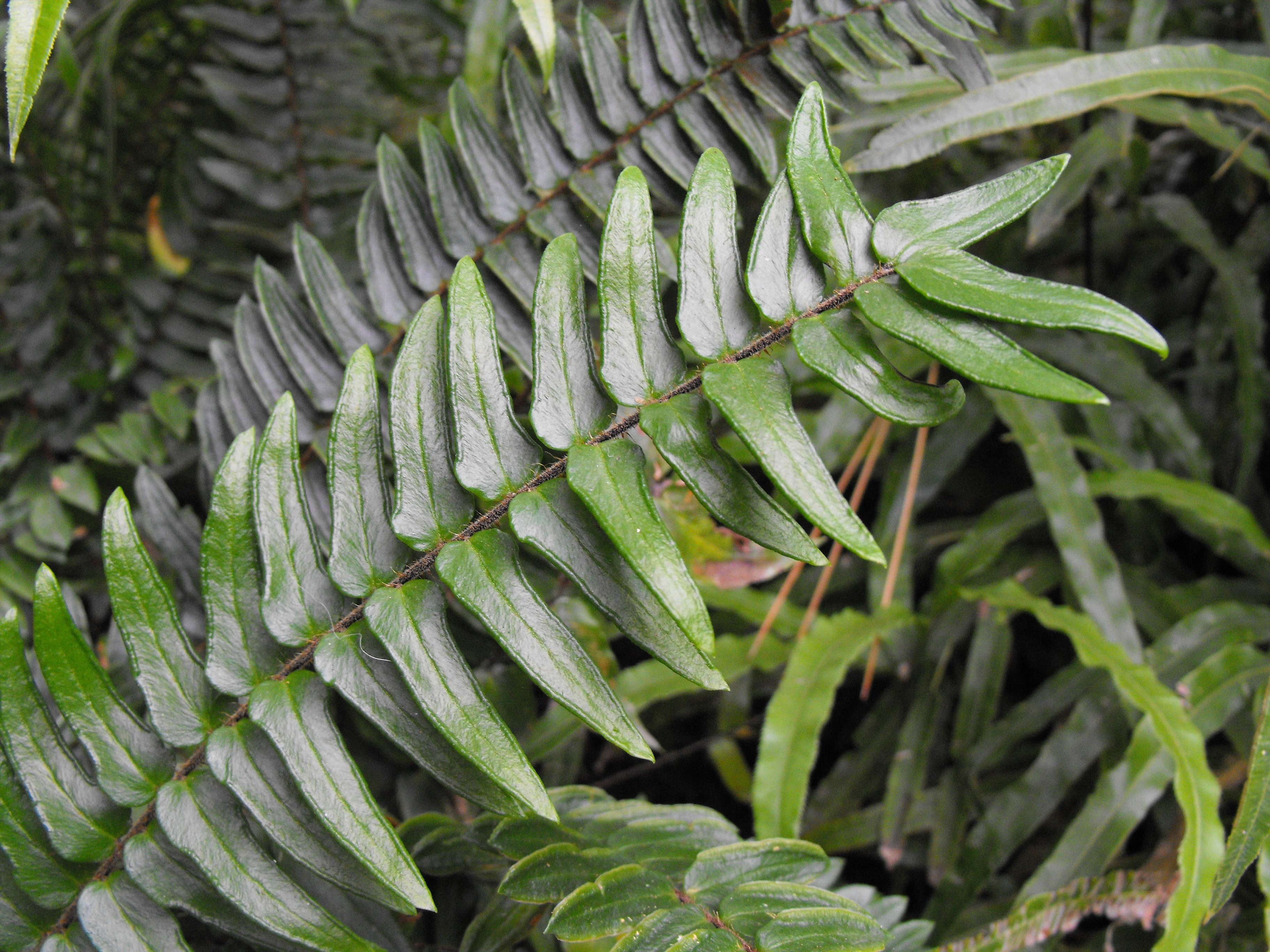